# City of Melville
City of Melville är en kommun i Australien. Den ligger i delstaten Western Australia, omkring 10 kilometer söder om delstatshuvudstaden Perth. Antalet invånare är 106 335.
Följande samhällen finns i Melville:
- Kardinya
- Winthrop
- Mount Pleasant
- Applecross
- Palmyra
- Bicton
- Attadale
- Booragoon
- Ardross
- Alfred Cove
- Myaree